# Malin Andersson
Malin Elisabeth Andersson (4 de maio de 1973) é uma ex-futebolista profissional sueca que atuava como meia.

## Carreira
Malin Andersson fez parte do elenco da Seleção Sueca de Futebol Feminino, nas Olimpíadas de 1996, 2000 e 2004. 